# Українська істинно-православна церква
Українська Істинно-Православна Церква, відгалуження від АПЦ РФ (Апостольська православна церква Московської митрополії), утворене на початку 2000 року з колишніх священнослужителів УПЦ КП та Руської ІПЦ в Україні.

## Історія юрисдикції
16 січня 2000 року єпископами Апостольської Православної Церкви (одна з російських православних юрисдикцій, яка стоїть на засадах обновленства та отримала свою апостольську лінію від УАПЦ) Стефаном Лінницьким та Кіріаком Тімірциді був рукоположений єпископ Венедикт (Молчанов) з титулом Царицинський та Верхньодніпровський. За іншими ж даними, ця хіротонія спочатку трималась у таємниці, оскільки Царицинська єпархія АПЦ реально не існувала, а оприлюднена лише у 2001 році, коли перебуваючий у клірі Дніпропетровсько-Богородської єпархії УПЦ-КП і проживаючий у м. Ногінськ Московської області Венедикт офіційно покинув юрисдикцію Адріана (Старини), та переїхав тоді ж з Росії в Україну.
24 жовтня 2001 року його було возведено митрополитом Стефаном (Ліницьким), етнічним українцем з Москви, та Священним Синодом Апостольської Православної Церкви Росії в сан архієпископа для створення Української ІПЦ, з титутулом "Царицинський і Січеславський". В 2002 році в юрисдикції АПЦ було рукоположено ще ряд єпископів для України: Вишгородського і Галицького Андрія (Трегуба) - 7 січня, Сергія (Журавльова) на архієпископа Київського - 14 січня, Антонія (Власова) на єпископа Миколаївського і Таврійського - 12 липня. Також 14 вересня 2002 року Стефан і Синод АПЦ возвели в сан архієпископа Антонія (Власова), останній уже 2 жовтня 2002 року ініціював проведення собору в м. Верхньодніпровськ, на якому оголошена декларація про створення самостійної Української ІПЦ.
Антоній (Власов) почав свою діяльність у Миколаївській єпархії УПЦ-КП, а далі, як катакомбний монах, належав з 1999 року до юрисдикції Одесько-Тамбовської єпархії Руської істинно-православної церкви, яку очолював архієпископ Лазар (Журбенко). У 2000 році утворив чоловічий скит у селі Новий Городок Веселинівського району Миколаївської області. Кліриками цієї обителі в 2001-2002 роках були ігумен Олександр (Власюк) та ігумен Венедикт (Молчанов), останній 2001 року вийшов з юрисдикції митрополита Дніпропетровсько-Богородського УПЦ-КП Адріана (Старини). Далі, 12 липня 2002 року Антоній (Власов) рукоположений на єпископа Миколаївського в юрисдикції Сергія (Журавльова), якому і підпорядковувався кілька місяців.
Однак, вже 2 жовтня 2002 року єпископи Венедикт, Андрій та Антоній провели "архієрейську нараду" в м. Верхньодніпровськ (Дніпропетровська область), на якій усунули з Київської кафедри архієпископа Сергія і на його місце обрали єпископа Антонія (Власова). А вже невдовзі, 14 грудня 2002 року проголосили себе митрополитами.
Таким чином, вони фактично унезалежнили Українську частину Церкви від російського центру (в даному випадку - Московської митрополії АПЦ). Нова юрисдикція отримала назву Українська апостольська православна церква, але вже у 2003 році розпалася, більша частина її духовенства відійшла від обновленських ідей АПЦ, та оголосила себе незалежною синодальною Українською істинно-православною церквою.
Колишній архієпископ Київський Сергій у 2002-2003 роках поступово створив свою церковну структуру під назвою Українська Реформаторська Православна Церква.
Сергій (Журавльов) знаходиться в тісних стосунках з різного роду неопротестанськими харизматичними течіями (наприклад „Посольство Боже” Сандея Аделаджі) та значною мірою відійшов від православного вчення (сам архієпископ одружений і має шестеро дітей).
Після обрання митрополитом Київським Антонія (Власова) - вихідця саме з середовища катакомбного, "істинно-православного" духовенства, таким чином було покладено початок Українській Істинно-Православній Церкві. Надалі в УІПЦ було здійснено ще кілька хіротоній нових єпископів: 18 жовтня 2002 року - єпископа Даміана Акімова  з титулом "Готський і Херсонеський" для Кримської єпархії, та 19 грудня 2002 року - єпископа Луки Ніколаєнка для Одеської єпархії, а також Діонісія (Грищенко) Волинського - для громади м. Рівного.
Однак у даному випадку мова йде не про рівненського протоієрея Діонісія Грищенка, який з УПЦ-МП ніколи не виходив, а про схиархімандрита Іова (Грищенка), який пізніше залишив течію Андрія (Трегуба), став насельником Київського Звіринецького монастиря, та помер у 2020 році на 51 році життя.
17 жовтня 2002 року Синод УІПЦ благословив відкриття Покровського чоловічого монастиря в селі Новий Городок Веселинівського району Миколаївської області, а також благословив єпископську хіротонію Даміана (Акімова) з Криму, та постановив утворити від УІПЦ Російський екзархат під керівництвом Венедикта (Молчанова).
Другий Синод УІПЦ 14 грудня 2002 року постановив возвести Андрія і Венедикта в сан митрополитів.
В травні 2003 року Венедикт (Молчанов) рукоположив у сан єпископа Вінницько-Брацлавського ігумена Олександра (Власюка), який свого часу був пострижений в АПЦ на честь канонізованого там Олександра Меня.
В 2003 році в самій УІПЦ відбулось розмежування — частина єпископів на чолі з митрополитом Венедиктом (Молчановим) перейшли в юрисдикцію Російської Істинно-Православної Церкви Рафаїла Прокоф’єва (юрисдикція, яка має єпископальну лінію від УАПЦ, була заснована в 1997 році і з того часу перетерпіла велику кількість розколів). Так було покладено початок Українському Екзархату Російської Істинно-Православної Церкви (сьогоднішня назва Православна Російська Церква).
Главою Екзархату став митрополит Венедикт з титулом Царицинського. Разом з митрополитом в юрисдикцію РІПЦ перейшли єпископи: Даміан, Лука, Ростислав та Гедеон, громадяни Росії, котрі спочатку в 2000-2002 роках входили в очолювану Венедиктом Царицинсько-Верхньодніпровську архієпископію-митрополію АПЦ.

## Автономна Готська Православна Церква в Криму
У 2002-2013 роках належав до УІПЦ також і єпископ Даміан (Давид Акімов, при народженні мав прізвище Тютюнджі), мешканець м. Миколаїв, 1969 року народження, який у 2001 році прийняв чернецтво у юрисдикції Російської автономної православної церкви під керівництвом митрополита Валентина (Русанцова). У 2001-2002 роках служив у скиті цієї церкви в селі Острово в Орєхово-Зуєвському районі Московської області, як ієромонах. 
Далі у домовому Іоанно-Хрестительському храмі Миколаєва 26 жовтня 2002 року був хіротонізований на єпископа Української ІПЦ з титулом "Херсонеський і Готський". Під керівництвом Даміана у 2003 році були засновані Богоявленський скит у селі Лазурне Алуштинського району, та Благовіщенський скит у селі Красносілля (колишнє Тавель) Симферопольського району.
Цікаво, що рідний брат Акімова — Тютюнджі Юрій Павлович, 1968 року народження, у 2013 році став настоятелем храму РПЦ в селі Єршово Одинцовського району Московської області.
У 2003 році Акімов зареєстрував у Симферополі свою релігійну громаду під назвою "Українська апостольська істинно-православна церква".
Тоді ж, у 2003 році до Акімова приєднався мешканець м. Севастополь, керівник реабілітаційного центру "Відродження" та співзасновник спортивного клубу "Ахіллес" бізнесмен Гудзь Ігор Георгійович, який відновив Шулданський монастир поблизу села Тернівка Балаклавського району Севастополя, та пізніше став його настоятелем, прийнявши 30 листопада 2003 року чернечий постриг з іменем Ахіллес. Пізніше став відомим, як владика Ахіллес, схиєпископ Шулданський.
Станом на 11 березня 2005 року архієпископ Даміан Готський і схиєпископ Ахіллес Шулданський відокремилися від Російської Істинно-Православної Церкви Рафаїла Прокоф’єва, оскільки того дня синод Рафаїла офіційну виключив їхню Готську єпархію зі свого складу, та утворили власну автономну юрисдикцію - Готську православну архиєпископію. Але у 2008 році знову приєднався до юрисдикції Предстоятеля УІПЦ митрополита Андрія.
7 січня 2013 року Акімов офіційно оголосив самостійною в своєму управлінні "Автономну Готську Помісну Православну Церкву Ісуса Христа", піднявши її до рангу митрополії; пізніше стверджував, що зробив це за письмовою згодою Предстоятеля УІПЦ митрополита Андрія.
Також у 2013 році "томос" про автокефалію Готської Помісної Церкви видав самопроголошений "патріарх" Венедикт Молчанов.
На заснованому 2013 року сайті цієї церкви названі троє її єпископів (цитується мовою оригіналу): "Блаженнейший инок Давид (Акимов), архиепископ Богоспасаемого града Феодоро, митрополит всея Готии и Поморья; Высокопреосвященнейший Алексий (Кириархис), митрополит Херсонесский и Сугдейский; Преосвященный  Аммун (Дикий), епископ Фульский, викарий Готской Митрополии".
Також вказано, що у травні-червні 2013 року в місті Торез Донецької області пройшов Помісний собор Готської Церкви, який проголосив автокефалію.
На цьому соборі сформована рада пресвітерів, у яку ввійшли: ігумен Анфім Чатирдагський (Анатолій Кузнєцов) - настоятель скитів у селах Мраморне, Айвазовське і Краснолісся в Криму; протопресвітер Чен (Олег Скородумов) - настоятель громади у м. Жовті Води, архіпресвітер Тихон Юдін - настоятель домового храму в селищі Щебетівка (Огузи), та пресвітер Джеф (Мулярчук Микола Антонович - голова ГО "Когорта світла", зареєстровної у 2010 р. у м. Торез Донецької області).
Схиєпископ Ахіллес 8 березня 2013 року висвятив на диякона старосту громади храму св. Марії Магдалини в Донецьку юрисдикції АПЦ - колишнього протестантського проповідника, яким виявився Прикотенко Юрій Геннадійович, керівник ГО "Донецький пріорат святої Марії Магдалини".
У 2015 році Готська Православна Церква фактично розпалася, через хворобу і наступний переїзд Давида Акімова з окупованого Криму до свого рідного міста Миколаїв (Україна), за іншими ж даними - в Санкт-Петербург, де йому надала притулок місцева "растафаріанська церква". Тоді ж посаду предстоятеля Готської Помісної Церкви, а також настоятеля Шулданського монастиря намагався зайняти обраний у червні 2013 року на посаду митрополита Херсонеського і Севастопольського владика Олексій (відомий в миру, зокрема - в акаунтах соціальних мереж, як Костас Кіріархіс, російською - Кириархис Константин Николаевич, однак ці імена, швидше за все, можуть бути псевдонімами). Останній з 1 серпня 2015 року титулувався, як предстоятель Кримської Православної Церкви.
Як писав про це редактор релігієзнавчого сайту Андрій Гайосінскас:
"Кириархис 18 ноября 2011 года в Шулданском монастыре (Крым, Украина) рукоположен, титулуясь епископом Крутицким и Коломенским (рукопополагали епископы Дамиан (Акимов) и Ермоген (Волин-Данилов)). В тот же день по инициативе епископа Ермогена было заявлено о проведении Учредительного Архиерейского Собора, провозгласившего начало существования новой религиозной организации "Истинно-Православная Церковь в Украине", а еп. Алексий указан одним из участников и соучредителей новой ИПЦ. Однако уже 22 ноября 2011 еп. Алексий официально заявил, что не собирается оставлять служение в АПЦ и присоединяться к новой юрисдикции. В своем Рождественском послании м.Виталий (Кужеватов) объявил, что не считает еп. Алексия принадлежащими АПЦ. Об этом непризнании еп. Алексий узнал только в январе 2012 года, и после этого, 19 января 2012 года присоединился к Готской Поместной Церкви, в которой получил титул епископа Сугдейского (Сурожского) и Кафского. Возглавляет общины во имя Прображения Господня и во имя свт.Луки Крымского в Москве. В апреле 2012 года вошел в евхаритическое общение с Объединением Общин Апостольской Традиции. 1 июня 2013 года на соборе ГПЦ в Торезе был избран митрополитом Херсонесса и Сугдеи. 21 сентября 2013 года митрополит Алексий объявил об автокефалии Херсонеской архиепископии и Сугдейской митрополии, выйдя из состава ГПЦ, и создав новую церковную юрисдикцию под названием "Единая Святая Соборная Церковь Христова". 7 мая 2015 года было объявлено о принятии его в состав епископата АПЦ в сущем сане с титулом "Сурожский" и назначении правящим архиереем Сурожской епархии, однако уже 13 мая это сообщение было дезавуировано".
1 серпня 2015 року Кіріархіс вперше у власному указі називає себе предстоятелем Кримської Православної Церкви, а також як архієпископ Сурозький та глава Херсонеської митрополії. Вікарієм у нього став єпископ Михаїл (Тюнін), також 1 серпня 2015 року висвячений новий єпископ Іларіон (Розенвассер). У 2022 році Кіріархіс виїхав за межі РФ.

## Сучасний стан і розколи
З часом розмежування відбулось і між єпископами Антонієм (Власовим) та Андрієм (Трегубом).
Останній, після відходу від нього 13 липня 2003 року Верхньодніпровської митрополії Венедикта (Молчанова), став главою нової гілки — Української Автокефальної Православної Церкви — Апостольської — Катакомбної, пізніше перейменованої в УІПЦ. До складу цієї юрисдикції, за твердженням її власного, нині вже не існуючого інтернет-сайту, увійшли ще чотири єпископи: рукоположений нібито 7 січня 2003 року єпископ Рівненський Діонісій Грищенко (щодо першого це повідомлення виявилося інтернет-фейком, одружений протоієрей Грищенко з Рівного нікуди не переходив і залишився у складі УПЦ-МП), єпископ Львівський Лука (Дейнега) - рукоположений 2003 року, єпископ Дніпропетровський Селафиїл (Маслов) - рукоположений 2004 року, та ркоположений в АПЦ єпископ Донецький та Горловський Віталій (Гуменюк). Лука та Селафиїл у 2007 році відійшли від Трегуба, і можливо, що сам факт їхнього існування як єпископів ІПЦ був звичайним інтернет-фейком, як і у випадку з Грищенком.
Андрій, в миру Трегуб Володимир Миколайович, зареєстрував під омофором УАПЦ Мефодія Кудрякова дві свої парафії: "Релігійна громада Української автокефальної православної церкви парафії святителя Миколая, архієпископа Мир Лікійських у Солом'янському районі" (місто Київ, вулиця Героїв Севастополя, будинок 15, квартира 8, дата заснування 26.03.2003), та "Релігійна громада Української автокефальної православної церкви парафії святого Різдва Христового в Оболонському районі м.Києва" (місто Київ, вулиця Полярна, будинок 5а, квартира 121, дата заснування 28.11.2003). Разом з Володимиром, співзасновниками останньої громади стали Трегуб Раїса Миколаївна, його дружина (пізніше прийняла чернецтво), та Пасічник Ростислав Григорович.
Також Трегуб та народний цілитель Черніков Віктор Михайлович заснували 11 серпня 2010 року ГО "Асоціація духовного єднання святого Іоанна Ієрусалимського".
7 січня 2002 року, рішенням Священого Синода РІПЦ в сан єпископа Вишгородського був хіротонісан архимандрит Андрій (Трегуб) (митрополитом Стефаном Ліницьким, архиєпископом Киріаком Темірциді та архиєпископом Віталієм Кужеватовим). Від З жовтня 2002 року, Владика Андрій член Священого Синоду Української Автокефальної Православної Церкви - Апостольської. 5 жовтня 2002 року возведений у сан Архиєпископа Вишгородського та Галицького. 14 грудня 2002 року, високопреосвященний Андрій, возведений рішенням Священного Синода в сан митрополита, як керуючий Київською та Галицькою епархією, а вже 2003 року став предстоятелем Української ІПЦ.
27 січня 2008 року прийнятий в ІПЦ (Рафаїла) з титулом Високопреосвященній Андрій (Трегуб) Митрополит Київський та Галицький. При участі владики Андрія були звершені архиєрейські хіротонії: 12 липня 2002 року - Єпископа Антонія Власова, 6 жовтня 2002 року - Єпископа Віталія Гуменюка, 18 жовтня 2002 року - Єпископа Даміана Акимова, 19 грудня 2002 року - Єпископа Луки Ніколаєнко, 9 січня 2003 року - Єпископа Луки Дейнеги, 28 січня 2008 року - Єпископа Матвія Майстренко, 24 січня 2010 року - Єпископа Андрія Гаврилова.
5 жовтня 2011 року єпископ Луганський Никодим (Стешенко) ініціював проведення у м. Новоайдар наради єпископів УІПЦ за участю Андрія Трегуба та Віталія Гуменюка, на якій прийняли звернення до Рафаїла про надання єпархіям ІПЦ в Україні статусу екзархату. Це прохання було задоволено Рафаїлом у 2012 році.
У 2013 році Трегуб помер.
Заступник і прес-секретар Трегуба-декан Львівського округу, протоієрей В'ячеслав Коновалов мав свій храм у Львівській області (Мостиський район, село Бортятин, вул. Билинки, буд. 2), але вже в 2014 році через розбіжності з Рафаїлом перейшов в юрисдикцію Єрмогена (Воліна-Данилова). Дружина Коновалова-Коновалова Марія Миколаївна з 2000 року очолює релігійну громаду, зареєстровану в 2000 році під назвою Місія "Самсон"
Кількість громад в юрисдикції митрополита Андрія (Трегуба) станом на 2014 рік не перевищує 6, проте, існує 2 монастирі (чоловічий і жіночий) загальною кількістю 7 монахів та монахинь. Крім трьох архієреїв, у 2004 році у клір церкви входили: ігумен Ігнатій (Сорочинський), священики Віталій Троіцький, Вячеслав Коновалов, Сергій Хонич, Ілля Попов, диякон Олег Борейко, ігуменія Анна Онищенко-Трегуб, іподиякон Валерій Полищук, інокиня Надія Маценко, та інокиня Валентина Вир 
Преображенський жіночий монастир УІПЦ діяв за адресою: Київська обл., Вишгородський р-н, с. Ясногородка, вул. Коцюбинського, буд. 10.
Також до УІПЦ належав ієромонах Ісідор (Сікилінда Віктор Петрович) з Симферополя.
Залишившись наодинці, митрополит Антоній (Власов) здійснив хіротонію на єпископа ієромонаха Феодосія (Леміша) - колишнього настоятеля парафії УПЦ-КП у м. Одеса, який після його смерті в 2006 році очолив УІПЦ, та оголосив себе митрополитом. А в 2007 році Феодосій перейшов в РІПЦ Рафаїла Прокоф’єва, подальша доля невідома (очевидно, у період 2008-2009 років вибув з юрисдикції ІПЦ-Рафаїла).
Група єпископів на чолі з Венедиктом (Молчановим), що в свій час відділилась від УІПЦ, в 2006 році приєднались до Автономної Української Православної Церкви в Америці, та вже у складі цією юрисдикції утворили Російську архиєпархію. Остання вже у 2010 році стала незалежною структурою.
6 червня 2012 року було утворено так званий "Український екзархат Російської істинно-православної церкви (Рафаїла)". Його главою став сам Андрій Трегуб, а після його смерті 2013 року, новим екзархом був обраний рукоположений у 2011 році у Москві єпископ Луганський і Старобільський Никодим (Стешенко Андрій Миколайович, 1970 року народження), який уже 12 березня 2014 року порвав з Рафаїлом, та утворив самостійну юрисдикцію під назвою "Українська автокефальна істинно-православна церква" (УАІПЦ). Але у 2015 році був відсторонений від посади першоієрарха, новим митрополитом цієї юрисдикції став проживаючий у Києві владика Стефан (Негребецький). У цих умовах, у 2014-2015 роках відбувся розкол серед єпископату УАІПЦ.
17 березня 2014 року під керівництвом Стешенка та спонсора громади, екстрасенса Миколи Іщенка (колишнього бізнесмена з м. Краснодон) була зареєстрована "Парафія великомученика і цілителя Пантелеймона Істинно-православної церкви" в селі Дмитрівка Новоайдарського району. Але вже 2019 року парафія перейшла назад до УПЦ(МП). За деякими даними, сам Стешенко тоді ж переїхав у м. Сєвєродонецьк - адміністративний центр підконтрольної Україні частини Луганської області, де створив нову "істинно-православну" парафію. Подальша доля Стешенка після 2022 року невідома. Але до УПЦ-МП перейшли щонайменше два клірика ІПЦ: протоієрей Микола Іщенко з Новоайдару, та ієрей Антоній Острогорський з Луганська.
Як правило кількість громад всіх цих юрисдикцій є не більшою п’яти-десяти, а кількість пастви одного єпископа вимірюється десятками людей.